# 롭 리
로버트 마틴 "롭" 리(Robert Martin "Rob" Lee, 1966년 2월 1일 ~ )는 잉글랜드의 전 축구 선수이다.
선수 시절 찰턴 애슬레틱, 뉴캐슬 유나이티드 등에서 뛰었으며, 잉글랜드 축구 국가대표팀의 일원으로 1998년 FIFA 월드컵에 참가했었다. 그의 두 아들인 올리버와 엘리엇은 현재 축구 선수로 활동 중이다.

## 수상 경력

### 클럽
뉴캐슬 유나이티드
- 풋볼 리그 2부: 1992-93

### 국가대표팀
- 투르누아 드 프랑스: 1997

### 개인
- PFA 프리미어리그 올해의 팀: 1995-96